# في غير أوانه (قصة قصيرة)

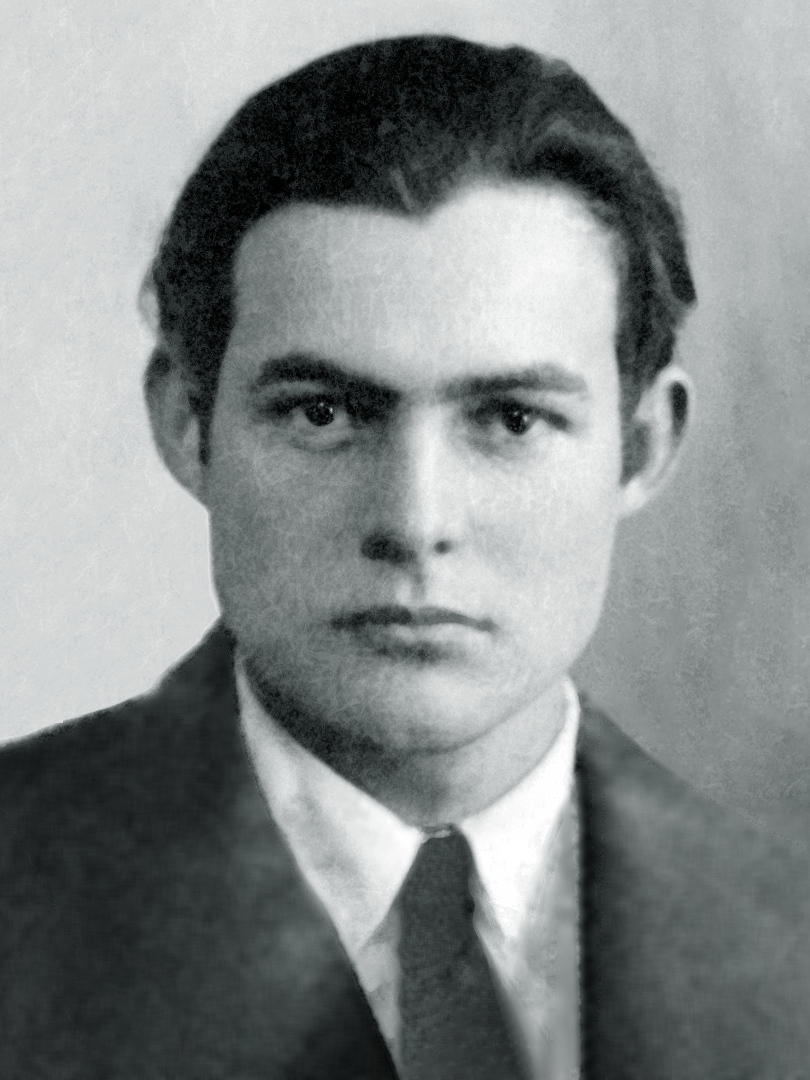
ارنست هيمنجواي عام 1923

«في غير أوانه» (بالانجليزية Out of Season) هي قصة قصيرة للكاتب الأمريكي ارنست هيمنجواي، نشرت في باريس عام 1923 ضمن مجموعته القصصية الأولي «ثلاث قصص وعشرة قصائد»، وأدرجت أيضًا ضمن مجموعته الثانية «فى وقتنا» التي نشرتها دار «بوني وليفرايت» في نيويورك عام 1925.

## الخلفية وتاريخ النشر
انتقل هيمنجواي إلى باريس عام 1922 ليعمل كمراسل دولي لصحيفة «ذا تورونتو ستار»، وهناك قابل جيرترود شتاين وفرنسيس سكوت فيتزجيرالد وجيمس جويس وعزرا باوند، واستطاع سريعًا «أن يقدم دروسًا في الملاكمة والتنس مقابل نصائح باوند بشأن الكتابة». ثم تطورت صداقة باوند لدرجة أنه دعم الكاتب الشاب بنشر ست من قصائده في مجلة الشعر.

## ملخص القصة
تدور القصة حول زوجين أمريكيين شابين مغتربين يقيمان في فندق في قرية مجهولة الهوية شمال إيطاليا، حيث يستأجر الزوج بستاني الفندق المخمور- ويدعي بيدوزي - ليكون مرشدهم في رحلة صيد. ويغادر الزوجان الفندق مع بيدوزي الذي يريد أن يدفع له الزوج مالا لشراء المزيد من الخمور، بينما كانت الزوجة في مزاج سيئ وغير سعيدة لأن دليلهم كان مخمورًا، لكن الزوج يشتري ربع لتر من «المارسالا» ويعتذر لزوجته وهما يخرجان من المدينة، وكان بيدوزي يحادثهما بالإيطالية وبألمانية بولسانو، لكنهما لم يفهما أي شئ مما يقوله.
| أشرقت الشمس، كانت مليئة بالدفئ وتبعث علي السرور، فأحس الشاب بالارتياح، فهو لم يعد يخرق القانون، وأخرج زجاجة "المارسالا" من جيبه بينما هو جالس على ضفة النهر وناولها لبيدوزي. |
| —العجوز |

كانت الزوجة قلقة من أن يتم القبض عليهم، فقالت لزوجها «ربما كانت الشرطة تلاحقنا الآن، اتمنى لو اننا لم نتورط بهذا الأمر اللعين، وهذا الأحمق اللعين الثمل أيضًا.» فاقترح عليها أن تعود إلى الفندق، ولكنها أخبرته أنه إذا تم القبض عليهم فسوف تذهب معه إلى السجن.

## الفكرة الرئيسية والأسلوب
تتضمن «في غير أوانه» مواضيعًا وردت على مدار مجموعته القصصية «في وقتنا»: منها الرجال الضعفاء معدومي القوى (وبخاصة الآباء والأزواج) الذين يلجأون إلى الرياضة والهواء الطلق والكحول، وعدم القدرة على التعبير والتواصل بدون ارتباك. ولقد كتب الناقد «ويندولن تيتلو» أن الارتباك العام في القصة يؤكد عنوانها، حيث ينشب خلاف بين الزوج وزوجته على أثر سوء فهم واضح يجعل النادلة تتحير بشأن طلب الزوج، ويبدو أن بيدوزي يخفي سرًا وأن أهل المدينة يعرفون ما هو هذا السر.
الجدول البني الموحل يصبح أرضًا قفرًا، والجو باردًا ورطبًا، والزوج غير قادر على الصيد دون أدوات صيد مناسبة، ويتضح الاغتراب في العالم الحديث بشكل خاص في «في غير أوانه»، بطريقة شبيهة لقصيدة «أرض الضياع» للشاعر الإنكليزي توماس ستيرنس إيليوت، فعصر هيمنجواي (أي مطلع القرن العشرين) كان «في غير أوانه»، حيث كان موقعًا للحرب والموت والعلاقات المتشابكة بلا أي وفاء عاطفي.

## الاستقبال النقدي
استُقبلت المجموعة القصصية «في وقتنا» استقبالًا حسنًا؛ حيث وصف إدموند ويلسون الكتابة بأنها «التميز الأول»، كما اعتبر كاتب السيرة جيمس ميلاو المجلد تحفة هيمنجواي، وكتب تشارلز نولان أن جملة «في غير أوانه» الأولى «هي ذاك النوع الذي عهدناه من هيمنجواي وعبقريته في تقديم فاتحات مؤثرة».

## اقرأ أيضًا
- جوليان سميث، «هيمنجواي والشئ المتروك». مجلة الأدب المعاصر. مجلد1، رقم2. (1970-1).

## وصلات خارجية
مجموعة ارنست هيمنجواي - مكتبة جون كيندي